# Edilemma foraminifera
Edilemma foraminifera là một loài nhện trong họ Salticidae.
Loài này thuộc chi Edilemma. Edilemma foraminifera được Hipólito Ruiz López & Antonio D. Brescovit miêu tả năm 2006.